# Koszary w Łańcucie

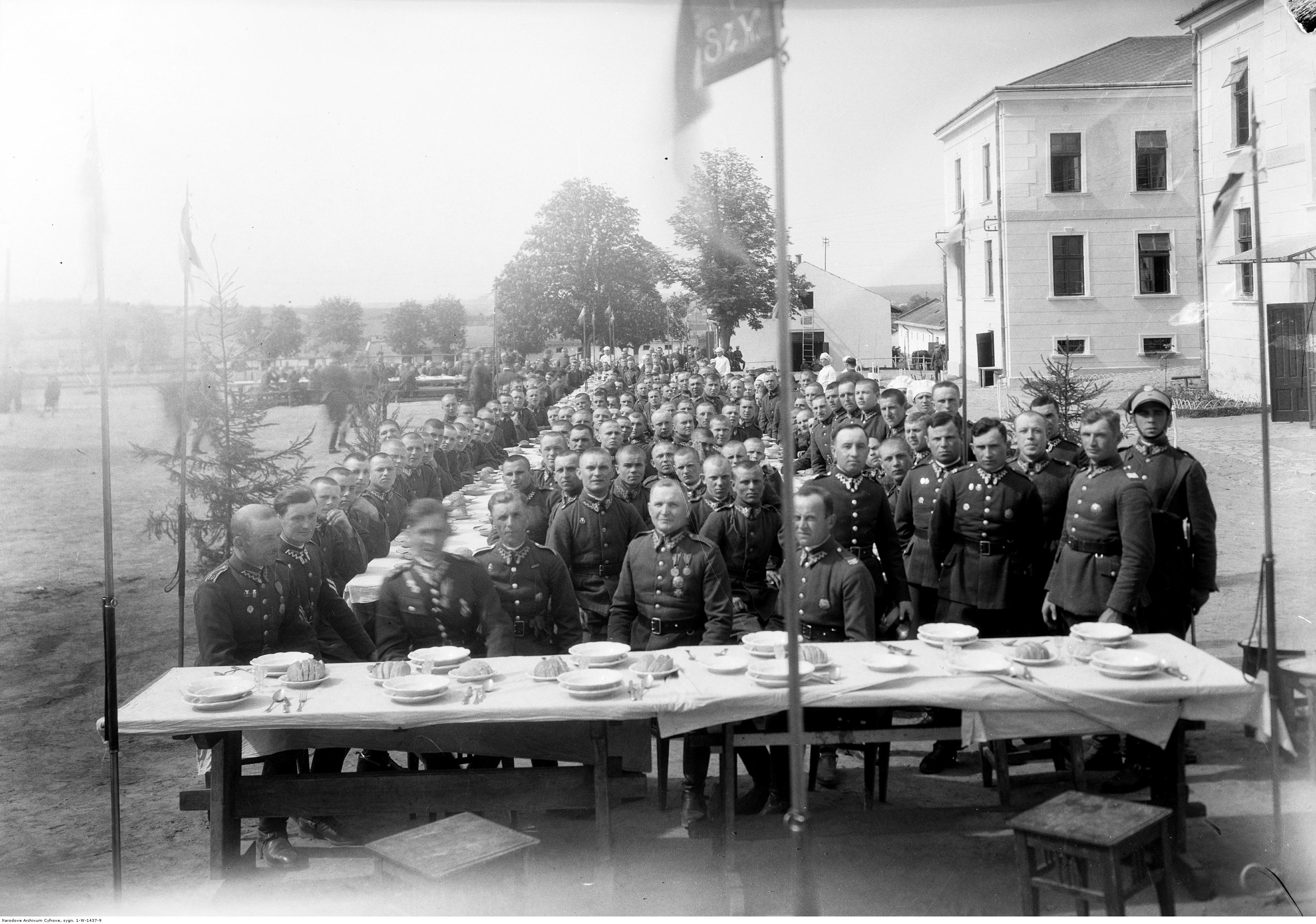
Święto 10 pułku strzelców konnych w Łańcucie - uroczysty obiad; kwiecień 1934

Koszary w Łańcucie – kompleks koszarowy znajdujący się na terenie garnizonu Łańcut.
Przed I wojną światową stacjonował tu austriacki 11 pułk huzarów; w okresie II Rzeczypospolitej – 10 pułk strzelców konnych, a po II wojnie światowej 12 dywizjon artylerii przeciwpancernej i 20 batalion saperów.

## Charakterystyka
Położone w rejonie dzisiejszych ulic: 10 Pułku Strzelców Konnych – Piłsudskiego – Batalionów Chłopskich koszary do 1914 zajmował austriacki 11 pułk huzarów. W skład kompleksu wchodziły między innymi: jeden duży i dwa mniejsze koszarowce, budynek dowództwa, trzy domy mieszkalne dla kadry oraz trzy kompleksy stajni szwadronowych, po cztery stajnie plutonowe każdy.
Po wojnie polsko-bolszewickiej na terenie koszar funkcjonował obóz jeniecki dla żołnierzy rosyjskich, a później obóz internowania dla Ukraińców. W 1921 zdewastowane koszary przejęło Wojsko Polskie. 3 listopada 1921 zaczęły wprowadzać się do nich pododdziały nowo formowanego 10 pułku strzelców konnych. Jako pierwsze przybyły jego 2 szwadron i pluton ciężkich karabinów maszynowych. 30 stycznia 1922 z Łachwy przybył spadkobierca tradycji Pułku Jazdy Tatarskiej, przemianowany na 3 szwadron 10 psk.
W koszarach nie było krytej ujeżdżalni, toteż ostatni ordynat łańcucki, Alfred Potocki, oddał do wyłącznej dyspozycji pułku ujeżdżalnię zamkową.

Po reorganizacji pułku w 1924, koszary okazały się być zbyt małe i część pododdziałów przeszła do innych garnizonów. Dopiero w 1930, w czasie gdy pułk przebywał na manewrach letnich, w Łańcucie przeprowadzono gruntowną przebudowę koszar i jesienią wszystkie pododdziały pułku mogły wrócić do macierzystego garnizonu.

Kolejne remonty prowadzono od 1937. Było to związane z planami motoryzacji pułku. Przebudowywano przede wszystkim stajnie na garaże i magazyny.

Zgodnie z planem mobilizacyjnym „W", we wrześniu 1939 w koszarach powstał Ośrodek Zapasowy Kawalerii Zmotoryzowanej. Opuścił on koszary nocą z 7 na 8 września i przez Brody, Brzeżany i Halicz udał się na Węgry.
Po II wojnie światowej koszary początkowo użytkowało Wojsko Polskie. Pojemność koszar oceniano na 500 ludzi, 12 koni, 24 czołgi i 24 samochody. W latach 1946–1947 kwaterował tu 12 dywizjon artylerii przeciwpancernej, a w latach 1948–1957 gospodarzem obiektu był 20 batalion saperów. Później na terenie koszar stacjonowały pododdziały 9 Drezdeńskiej Dywizji Zmechanizowanej (17 batalion zaopatrzenia). 1 października 1989 teren koszar został przekazany Zespołowi Opieki Zdrowotnej w Łańcucie.

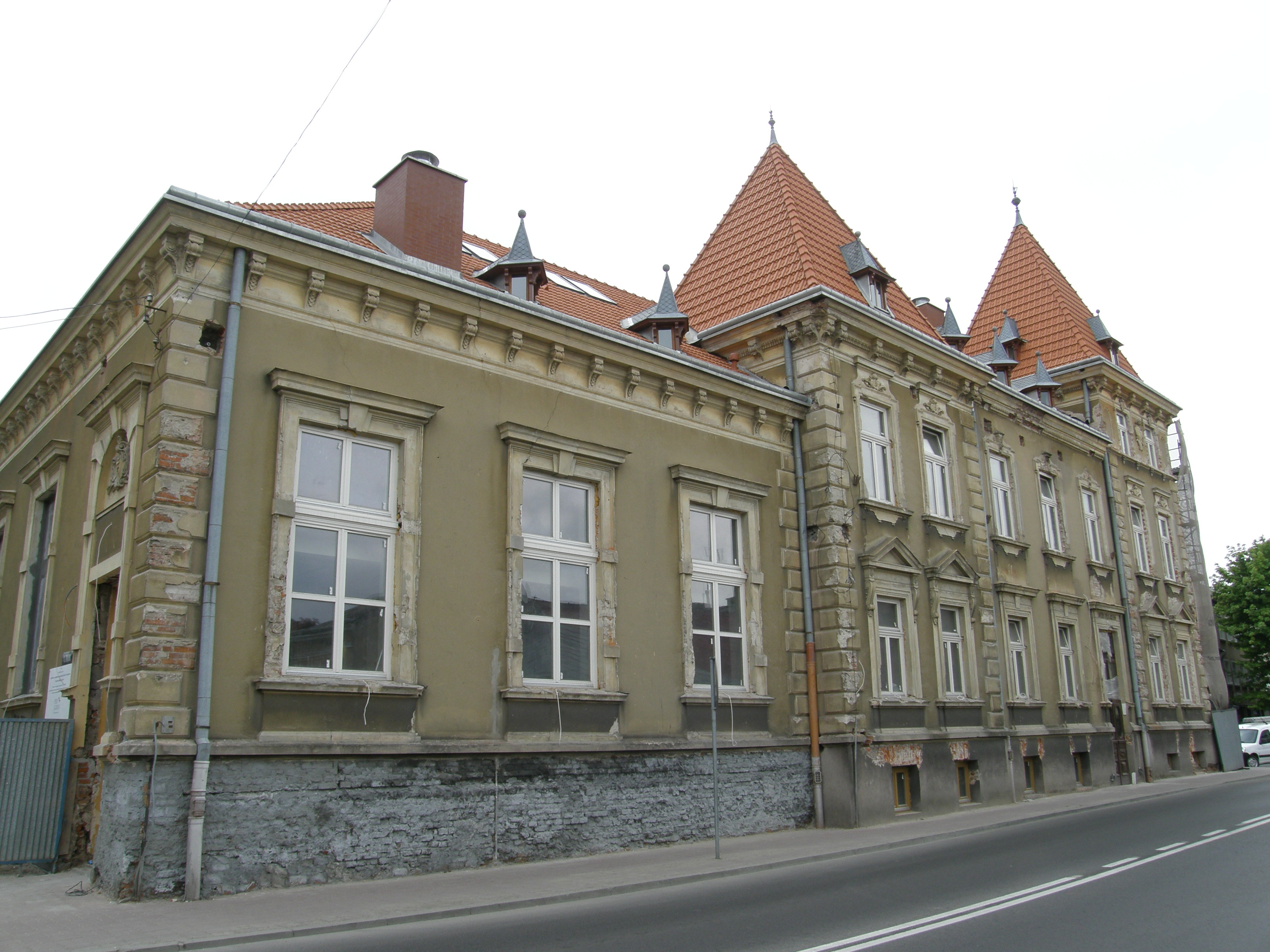
Dawne kasyno oficerskie
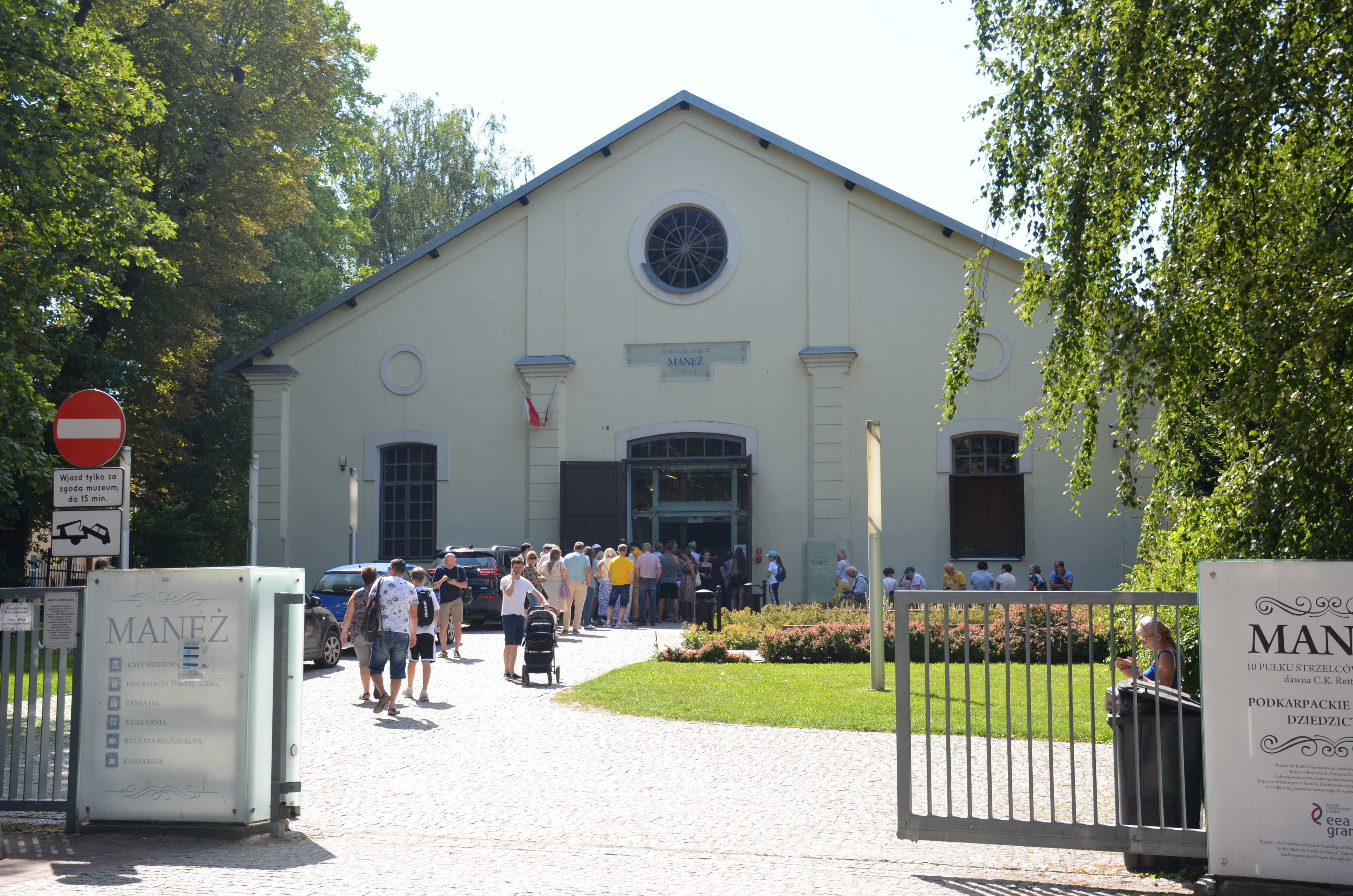
Dawny maneż 10 psk
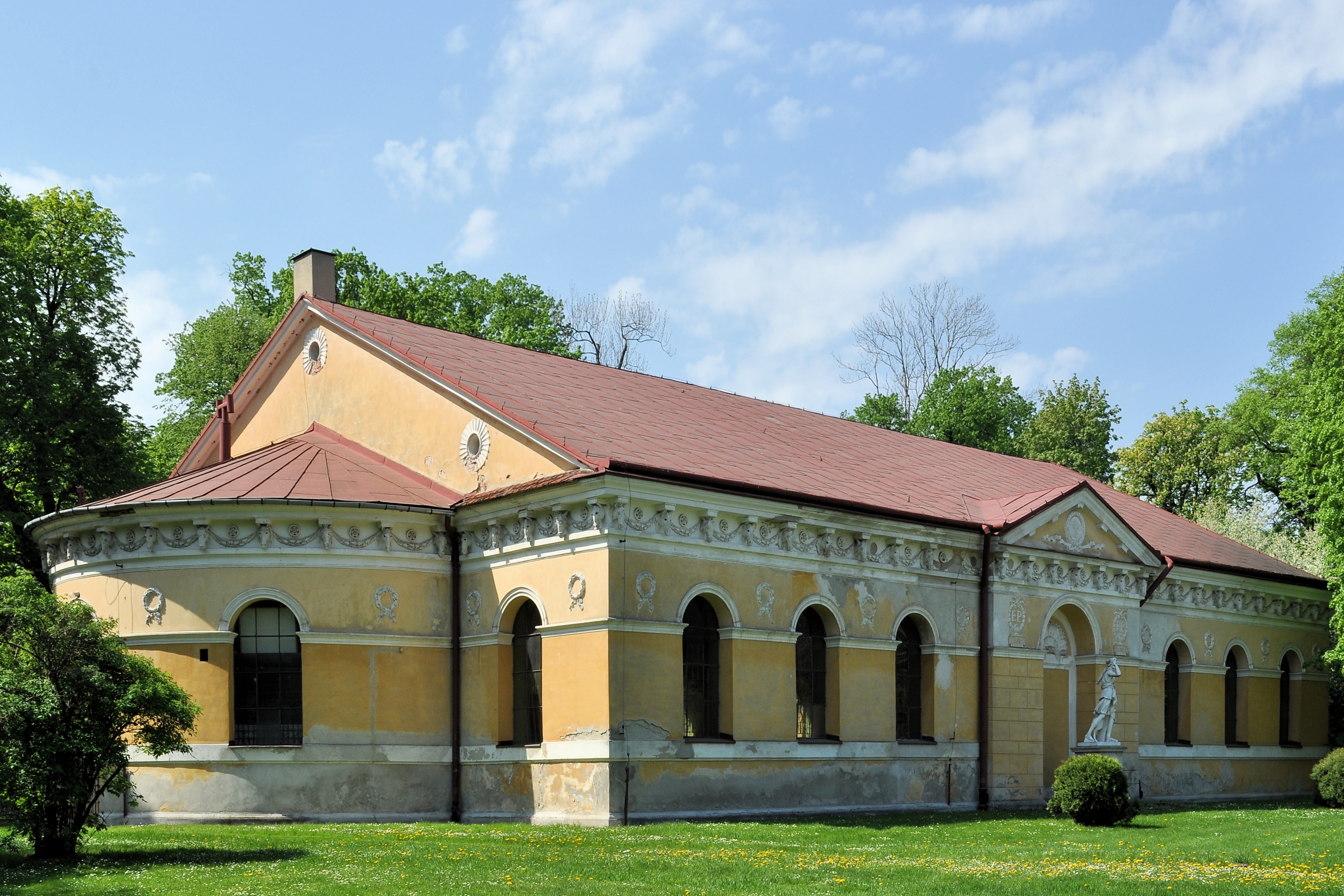
Łańcut – Ujeżdżalnia
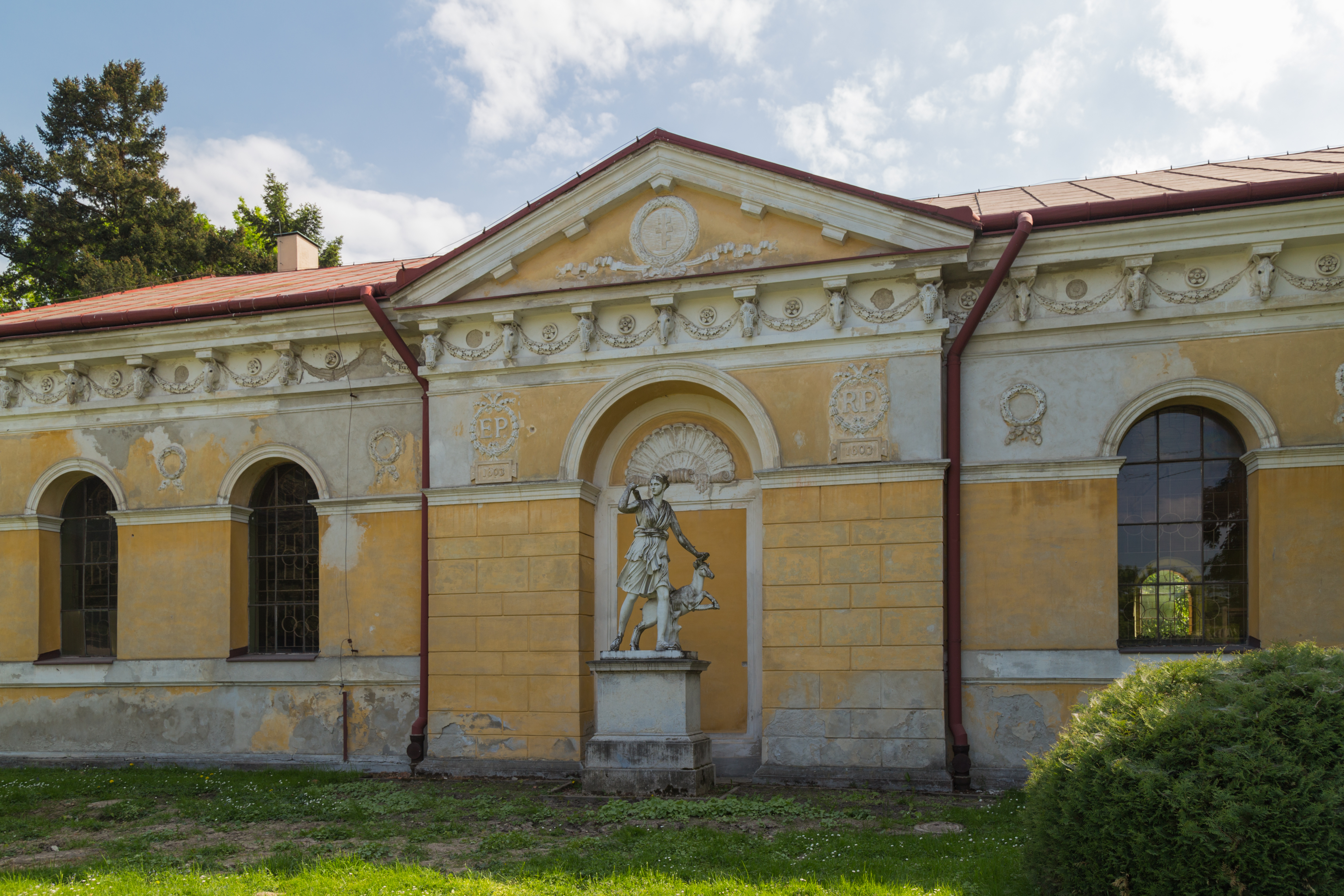
Ujeżdżalnia zamkowa
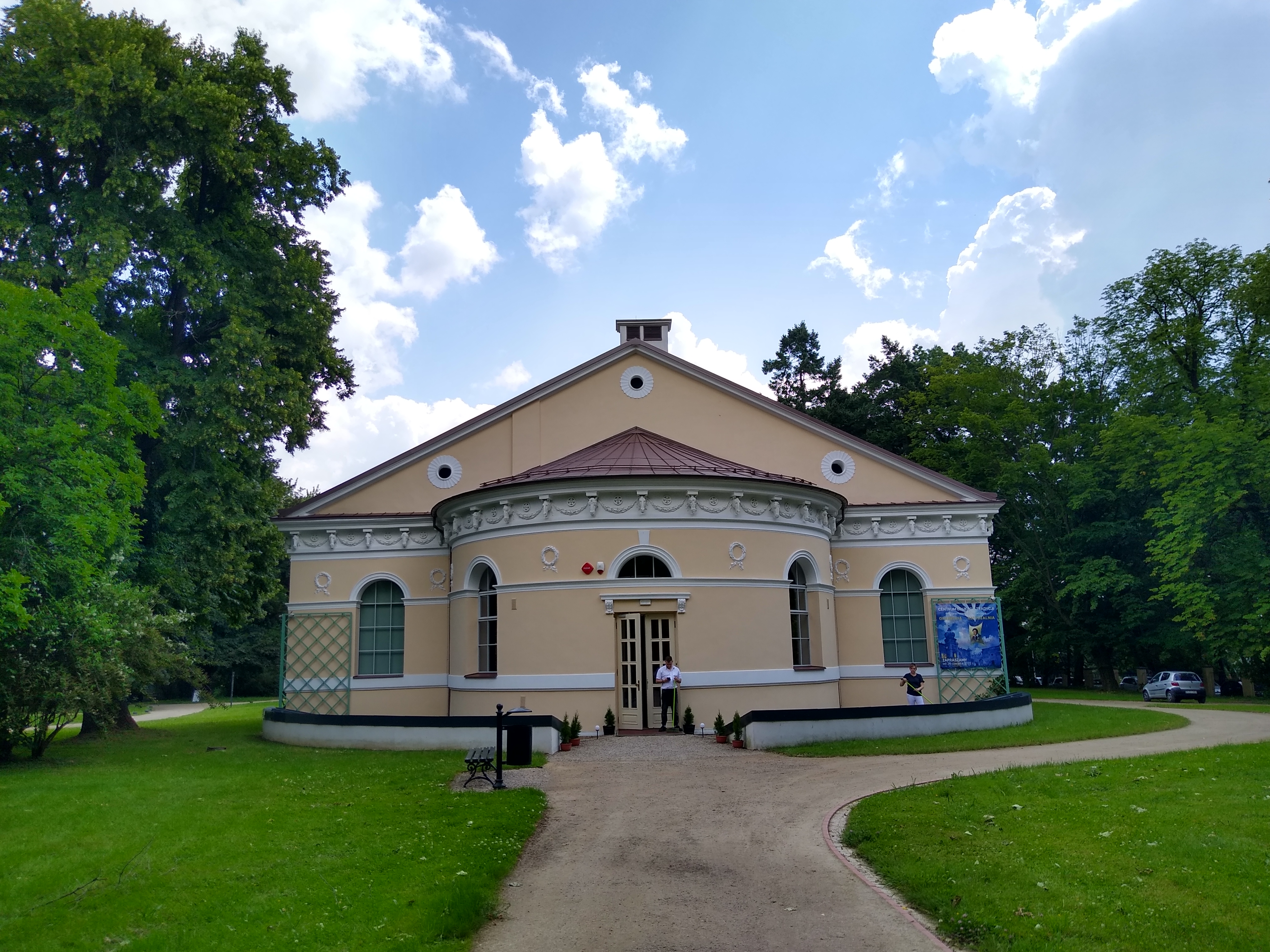
Łańcut – Ujeżdżalnia

Zabudowa koszar zachowała się do czasów współczesnych (2020) w dobrym stanie. Budynki użytkuje między innymi dom pomocy społecznej, funkcjonuje w nich przedszkole, działają hurtownie i magazyny.